# Konstanty Bąkowski
Konstanty Bąkowski herbu Gryf – stolnik owrucki w latach 1733–1748.
Sędzia kapturowy ziemi halickiej w 1733 roku. Jako deputat i poseł na sejm elekcyjny z ziemi halickiej podpisał pacta conventa Stanisława Leszczyńskiego w 1733 roku. Był konsyliarzem konfederacji ziemian halickich, zawiązanej 15 grudnia 1733 roku w obronie wolnej elekcji Stanisława Leszczyńskiego. 